# Schleierlingsverwandte
Die Schleierlingsverwandten (Cortinariaceae) sind eine sehr artenreiche Familie innerhalb der Ordnung der Champignonartigen (Agaricales). Die Typusgattung der Familie ist Cortinarius (Schleierlinge), die diesen Namen trägt, weil ihre Fruchtkörper ein schleierartiges Velum besitzen, das man als Cortina oder zu Deutsch als Schleier bezeichnet. Neben den Schleierlingen enthält die Familie weitere neun Gattungen, deren Vertreter ebenfalls eine Cortina aufweisen. Die Cortina besteht aus haarartigen Fasern, die die jungen Lamellen wie ein Schleier schützend verhüllen. Neben den typischen Blätterpilzen kommen Arten mit sekotioiden Fruchtkörpern (bei denen die Lamellen und der Stiel stark reduziert sind) und gasteroide, trüffelartige Arten vor.

## Merkmale
Die Schleierlingsverwandten sind fleischige oder häutige Hut- oder Bauchpilze, deren Fruchtkörper oft auffallend gefärbt sind. Typisch sind vor allem gelbliche, rötliche oder bräunliche Farbtöne. Die Huthaut kann trocken, seidig-faserig, radialfaserig, schuppig oder klebrig bis schleimig sein. Der Hutrand kann manchmal gestreift sein. Die Hutpilze in der Familie besitzen Lamellen und einen  zentralen oder exzentrischen Stiel. Form und Eigenschaften des Stieles sind für die Bestimmung und die systematische Einteilung der Arten wichtig. Er kann trocken oder schmierig bis schleimig sein und bisweilen eine knollige Basis haben. In einigen Fällen kann er aber auch reduziert sein. Häufig ist am Stiel ein Ring oder eine ringförmige Zone ausgebildet. Dabei handelt es sich um die Reste der Cortina, die bei vielen Arten schon in einem frühen Entwicklungsstadium aufbrechen kann. Die Lamellen haben oft die gleiche Farbe wie der Hut, können aber auch anders gefärbt sein. Im Alter verfärben sie sich durch den bräunlichen Sporenstaub mehr oder weniger rostbräunlich. Die Lamellenschneiden sind bei einigen Arten durch das Vorkommen von Cheilozystiden gewimpert. Die Hyphen lassen sich oft durch Jodreagenzien abfärben, Schnallen können vorkommen oder fehlen. Auch Zystiden können in unterschiedlicher Form vorkommen. Die Basidien sind 2- oder 4-sporig. Die in der Regel mehr oder weniger bräunlich gefärbten Basidiosporen können unterschiedlich geformt sein (von fast kugelig bis länglich) und dünn- bis dickwandig sein. Sie sind glatt oder ornamentiert, lassen sich aber nicht mit Jod anfärben. Ein Keimporus ist normalerweise nicht vorhanden.

## Systematik
Nachdem viele, ehemals zu den Schleierlingsverwandten gehörende Gattungen, anderen Familien zugeordnet wurden, so z. B. die Fälblinge (Hebeloma), Sumpfschnitzlinge (Naucoria) und Wurzelschnitzlinge (Phaeocollybia) zu den Hymenogastraceae, bildeten die Gattungen Cortinarius und Thaxterogaster (welche nur sequestrate Arten enthielt, d. h. gestielt bauchpilzartige mit reduzierten oder umgeformten Lamellen ohne aktive Sporenabschleuderung) die Familie der Cortinariaceae. Inzwischen (Stand 2022) wurde die Gattung Cortinarius aufgespalten und die Gattung Thaxterogaster durch viele Arten mit agaricoiden Fruchtkörpern (mit Hut, Stiel und Lamellen an der Hutunterseite) erweitert. Somit enthält die Familie der Schleierlingsverwandten folgende zehn Gattungen:
- Gattung Aureonarius
- Gattung Austrocortinarius
- Gattung Calonarius
- Gattung Schleierlinge – Cortinarius
- Gattung Cystinarius
- Gattung Hygronarius
- Gattung Mystinarius
- Gattung Phlegmacium
- Gattung Thaxterogaster
- Gattung Volvonarius

## Speisewert und Giftigkeit
In dieser Familie gibt es sehr wenige Speisepilze. Am bekanntesten sind die Schleiereule (Phlegmacium praestans), der Semmelgelbe Schleimkopf (Phlegmacium varium) und der Reifpilz (Cortinarius caperatus, syn. Rozites caperata). An tödlich giftigen Pilzen sind der Orangefuchsige Raukopf (Cortinarius orellanus) und der Spitzgebuckelte Raukopf (Cortinarius rubellus, syn. Cortinarius speciosissimus) zu nennen, die das Orellanus-Syndrom verursachen.